# Jørn Utzon
Jørn Oberg Utzon (* 9. April 1918 in Kopenhagen; † 29. November 2008 in Helsingør) war ein dänischer Architekt, der durch den Bau des Sydney Opera House berühmt wurde. Utzon wurde 2003 mit dem Pritzker-Preis für sein Lebenswerk ausgezeichnet.

## Leben

### Kindheit
Jørn Utzon war der Sohn von Aage Utzon, einem Yachtkonstrukteur, und Estrid Utzon. Er hatte einen älteren Bruder namens Leif. Jørn besuchte in einer Privatschule den mathematisch-naturwissenschaftlichen Zweig. Er war ein mittelmäßiger Schüler, in Mathematik waren seine Leistungen eher schlecht.
1930 besuchte die Familie Utzon in Stockholm die Architektur- und Designmesse Stockholmsutställingen. Dort wurden leichte, helle Möbel präsentiert und die Bedeutung von Luft und Licht propagiert. Die Familie tauschte daraufhin düstere viktorianische Möbel gegen modernes Mobiliar und stellte die Ernährung um. Die Kinder bekamen Fahrräder geschenkt, um sich an der frischen Luft zu bewegen.
Jørn half seinem Vater beim Anfertigen von Konstruktionszeichnungen und Modellen. In den 1930er-Jahren lernte er den Künstler Poul Schrøder kennen, der ihn das Zeichnen mit Kohlestiften lehrte.

### Werdegang als Architekt
Nach der Schule wollte Jørn Utzon die Offizierslaufbahn bei der Marine einschlagen, wurde jedoch nicht an der Offiziersschule angenommen. 1937 begann er ein Studium der Architektur in Kopenhagen. 1942 wurde er Mitarbeiter von Paul Hedqvist in Stockholm. 1946 arbeitete er für ein halbes Jahr bei Alvar Aalto. Danach lebte er eine kurze Zeit bei Frank Lloyd Wright in Taliesin und bereiste Mexiko und Europa.
1950 gründete Jørn Utzon sein eigenes Architekturbüro in Kopenhagen. Er machte sich dort mit Wohnhäusern einen Namen, unter anderem seinem eigenen, 1952 errichteten Haus, ferner mit der 1958–1960 errichteten Gartenhofhaus-Wohnanlage Kingo in Helsingør und der 1962–1963 erbauten Reihen- und Gartenhofhaus-Siedlung in Fredensborg. Auch der 1950 in Svaneke auf Bornholm errichtete Wasserturm stammt von ihm.

### Werke

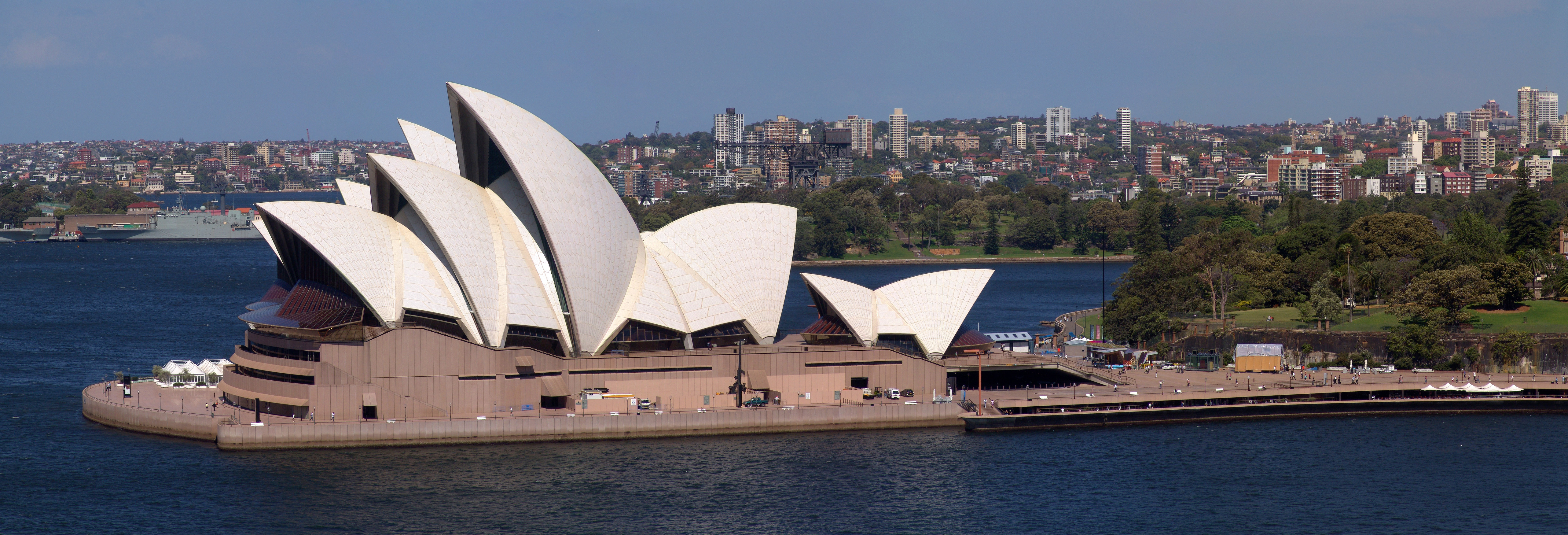
Sydney Opera House

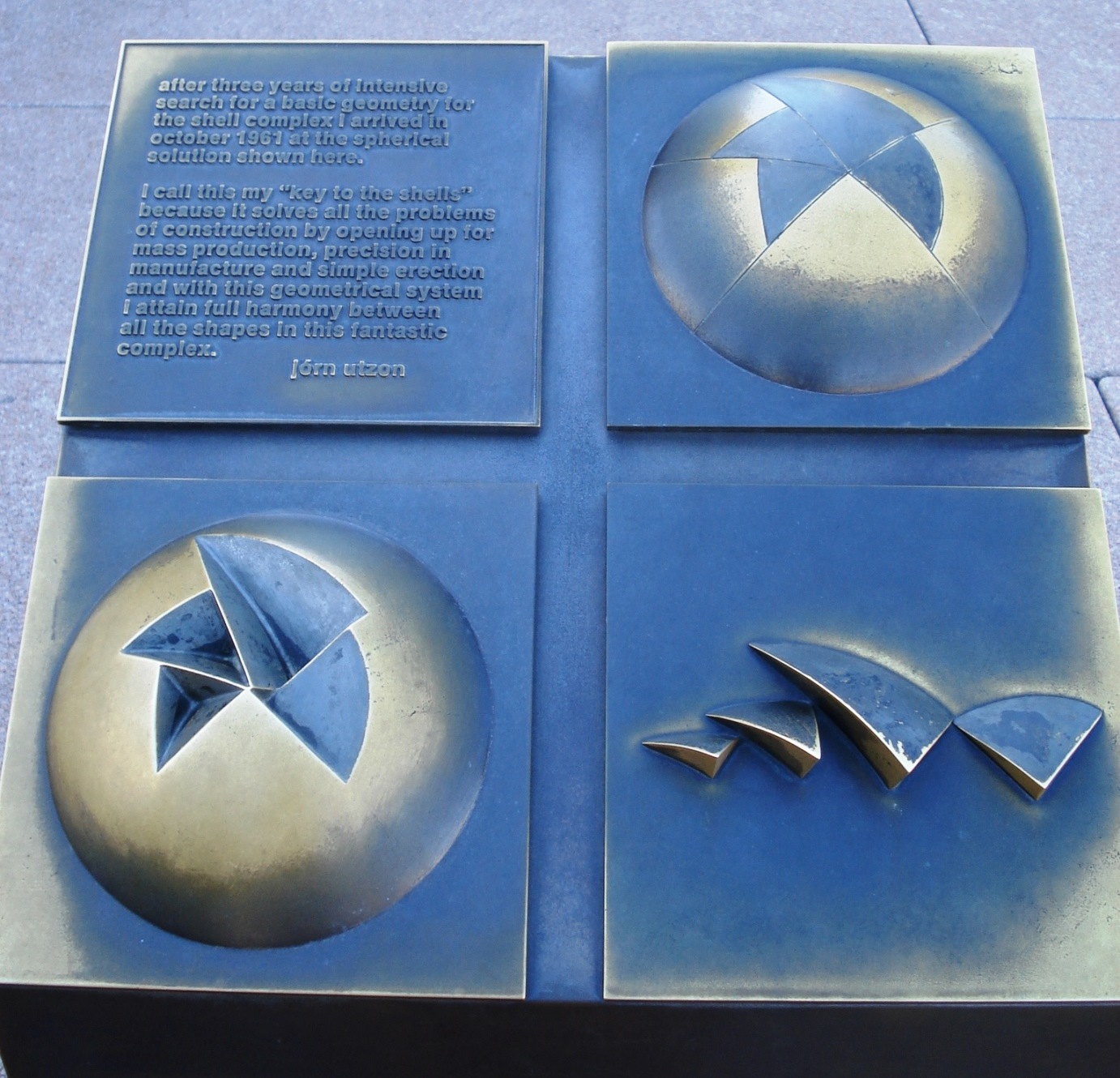
Architektonische Herleitung der Form des Sydney Opera House – Text zur Spherical Solution von Jørn Utzon (Relief am Gebäude)

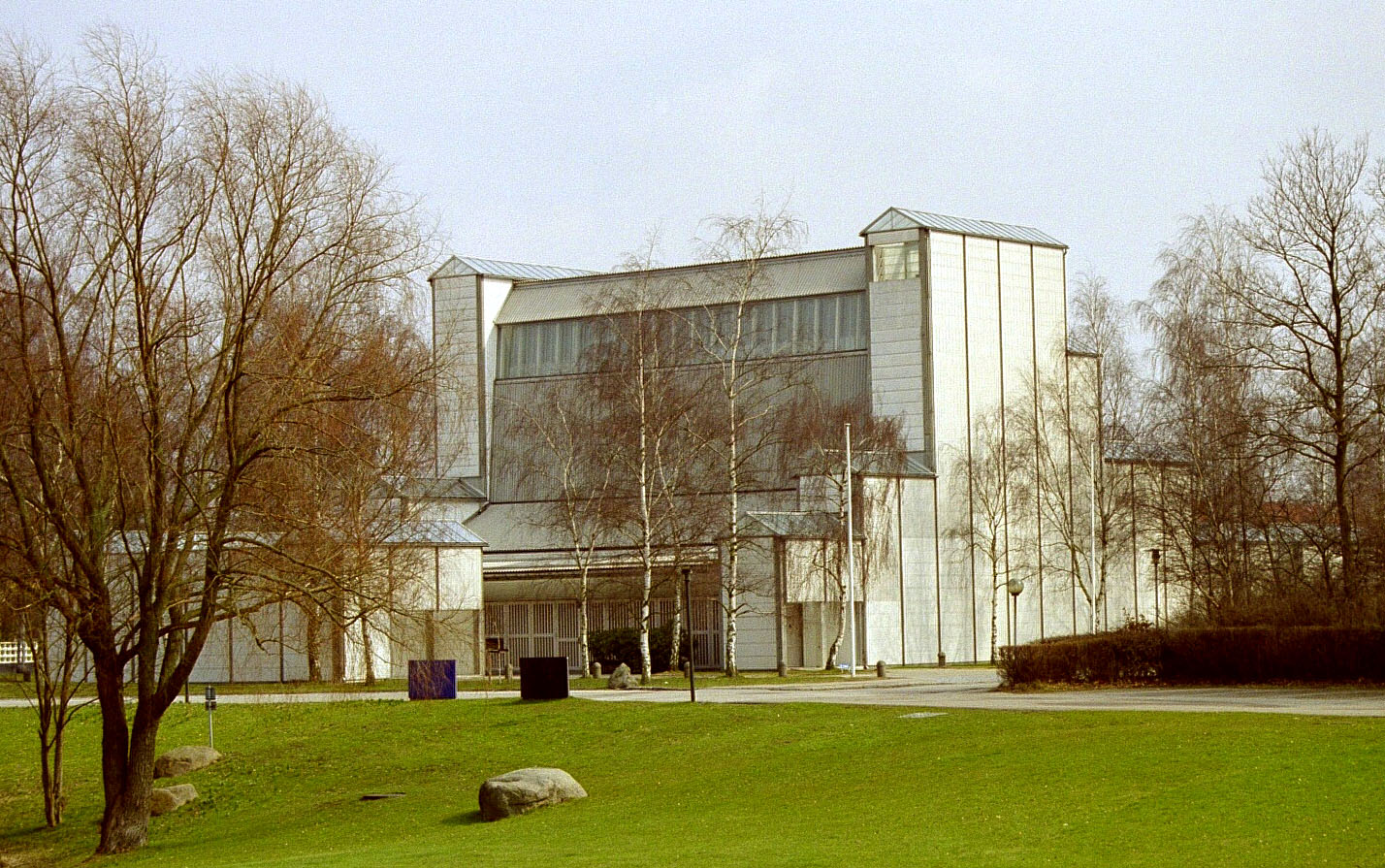
Kirche von Bagsværd bei Kopenhagen

1957 wurde er mit einem Schlag berühmt, als er den Wettbewerb zur Gestaltung des Opernhauses in Sydney gewann. Louis Kahn meinte dazu: dass „die Sonne nicht wusste, wie schön ihr Licht war, bis es von diesem Gebäude reflektiert wurde.“
Das ikonische Opernhaus von Sydney gilt als architektonisches Meisterwerk, ist Teil des UNESCO-Welterbes und ein Wahrzeichen Australiens. Die Anfänge des Gebäudes gehen auf das Jahr 1957 zurück, als Utzon, damals ein 38-jähriger und relativ unbekannter Architekt, den Architekturwettbewerb gewann. Der Bau begann kurz darauf, und die gesamte Utzon-Familie zog nach Sydney.
Dieser Erfolg brachte Utzon weltweites Ansehen und Aufträge ein. So wurde er beispielsweise 1963 mit dem Bau der Melli-Bank in Teheran betraut. Es folgten 1967 ein Stadion in Saudi-Arabien, 1976 die Kirche von Bagsværd bei Kopenhagen und 1972–1987 das Parlamentsgebäude in Kuwait, das er gemeinsam mit seinem Sohn Jan anging.
Das zunächst veranschlagte Budget für das Opernhaus in Sydney von 3,5 Millionen US-Dollar reichte bei weitem nicht aus, um die statisch anspruchsvolle Dachkonstruktion und die ausgeklügelte Inneneinrichtung zu finanzieren. Als die Kosten 57 Millionen Dollar erreichten, forderte Robert Askin, der Premierminister des Bundesstaats New South Wales, ein Ende der unabsehbaren Kostensteigerungen. Als Jørn Utzon sich weigerte, einer billigeren Kompromisslösung für die Innenausstattung zuzustimmen, wurde er 1966 aus dem Projekt ausgeschlossen. Eine Gruppe junger australischer Architekten sowie ein Team aus Ingenieuren um Ove Arup brachten das Werk zu Ende. Utzon war überzeugt, dass die getroffenen Kompromisse das Werk ruinieren würden und bei der Eröffnung gaben ihm Kritiker und Künstler teilweise Recht. Man klagte über allgemeine Enge, zu kleine Säle, zu steile Treppen, und vor allem über erbärmliche Akustik. Die Funktionalität der Innenräume werde dem großartigen Äußeren in mancher Hinsicht nicht gerecht, so die Kritiker.
Jørn Utzon hat nach seiner Entlassung aus dem Opernhausprojekt nie wieder australischen Boden betreten. Seit den 1990er-Jahren nahm er eine versöhnlichere Haltung ein, doch nun waren es Alter und Gesundheit, die verhinderten, dass der Architekt sein fertiggestelltes Meisterwerk persönlich in Augenschein nehmen konnte.

### Letzte Jahre auf Mallorca
Jørn Utzon lebte zuletzt zurückgezogen in einem der zwei außergewöhnlichen, von ihm selbst konstruierten Häuser auf Mallorca. Sein Privatleben schirmte er von der Öffentlichkeit ab. Lediglich 1998, zu seinem 80. Geburtstag, machte er eine Ausnahme und gab dem australischen Fernsehen ein Interview.
Im Jahre 2003 erhielt er die Ehrendoktorwürde der Universität von Sydney. Da er aber aufgrund seines Gesundheitszustandes nicht reisen konnte, nahm sein Sohn Jan diese Auszeichnung für ihn entgegen.
Utzon starb im November 2008 im Alter von 90 Jahren in einem Pflegeheim nördlich von Kopenhagen, nachdem er sich von einer Operation wenige Monate zuvor nicht mehr erholt hatte.

## Utzon Center

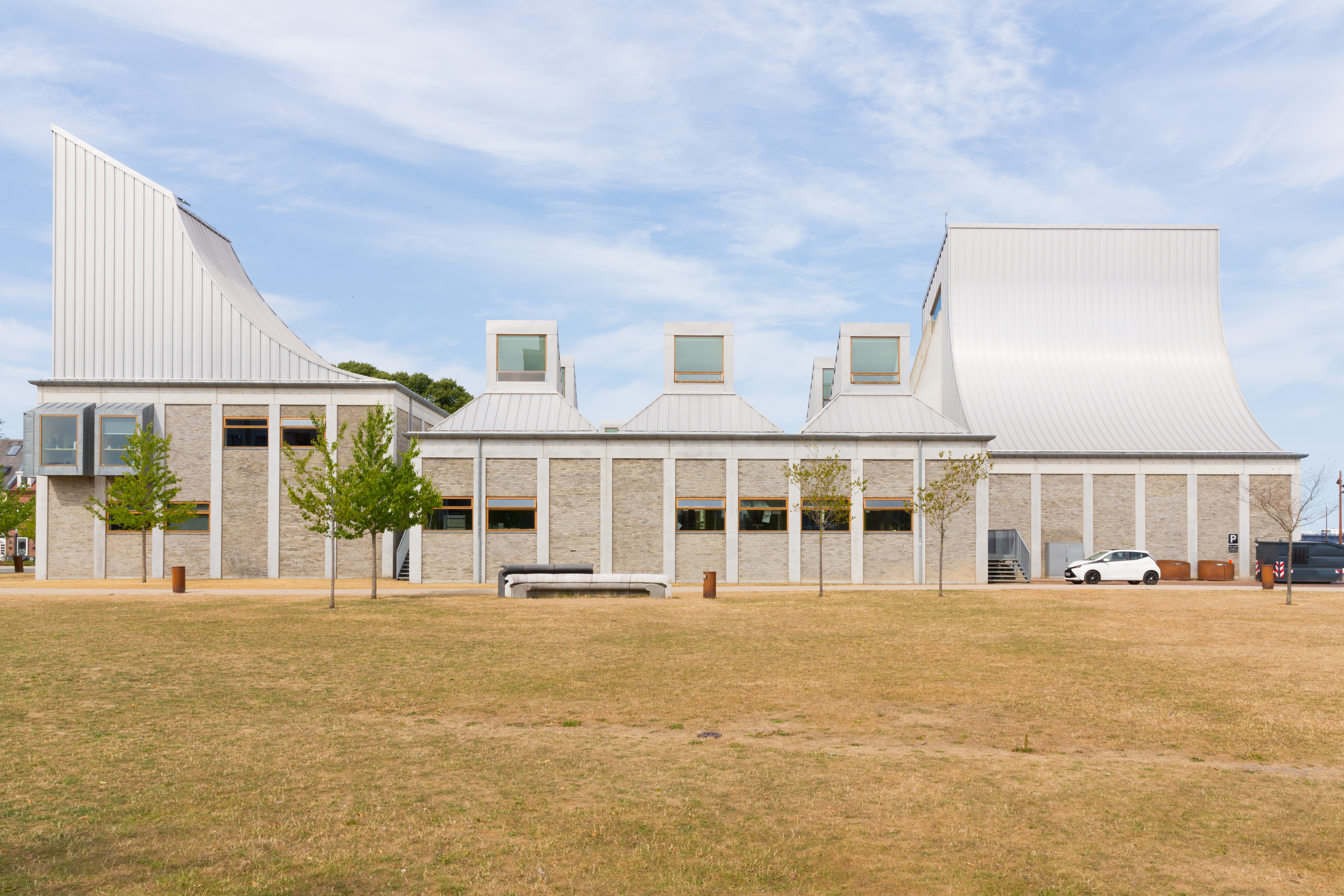
Utzon Center, Ostseite, 2018

Das Utzon Center in Aalborg, entworfen von Jørn Utzon gemeinsam mit seinem Sohn Kim Utzon, ist ein Ort zum Lernen und zum Austausch, das ein Verständnis von Architektur im Allgemeinen und Qualität im weitesten Sinne vermitteln soll. Es präsentiert auch den Yachtkonstrukteur Aage Utzon, den Vater des Architekten, und umfasst Schiffe, die von ihm entworfen wurden. Im 18 m hohen Gebäudes mit geschwungenem Dach ist ein Spitzgatter-Boot mit Segeln ausgestellt. Es enthält auch ein Archiv von Utzons Originalzeichnungen.

## Wichtige Bauten
- Wohnhaus Utzon in Hellebæk (1952)
- Wasserturm in Svaneke (1952)

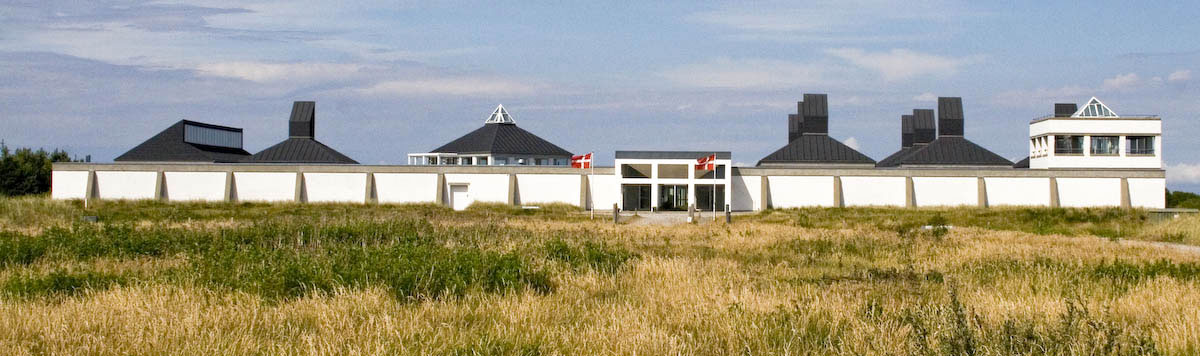
Skagen Odde Naturcenter, Dänemark, 1989

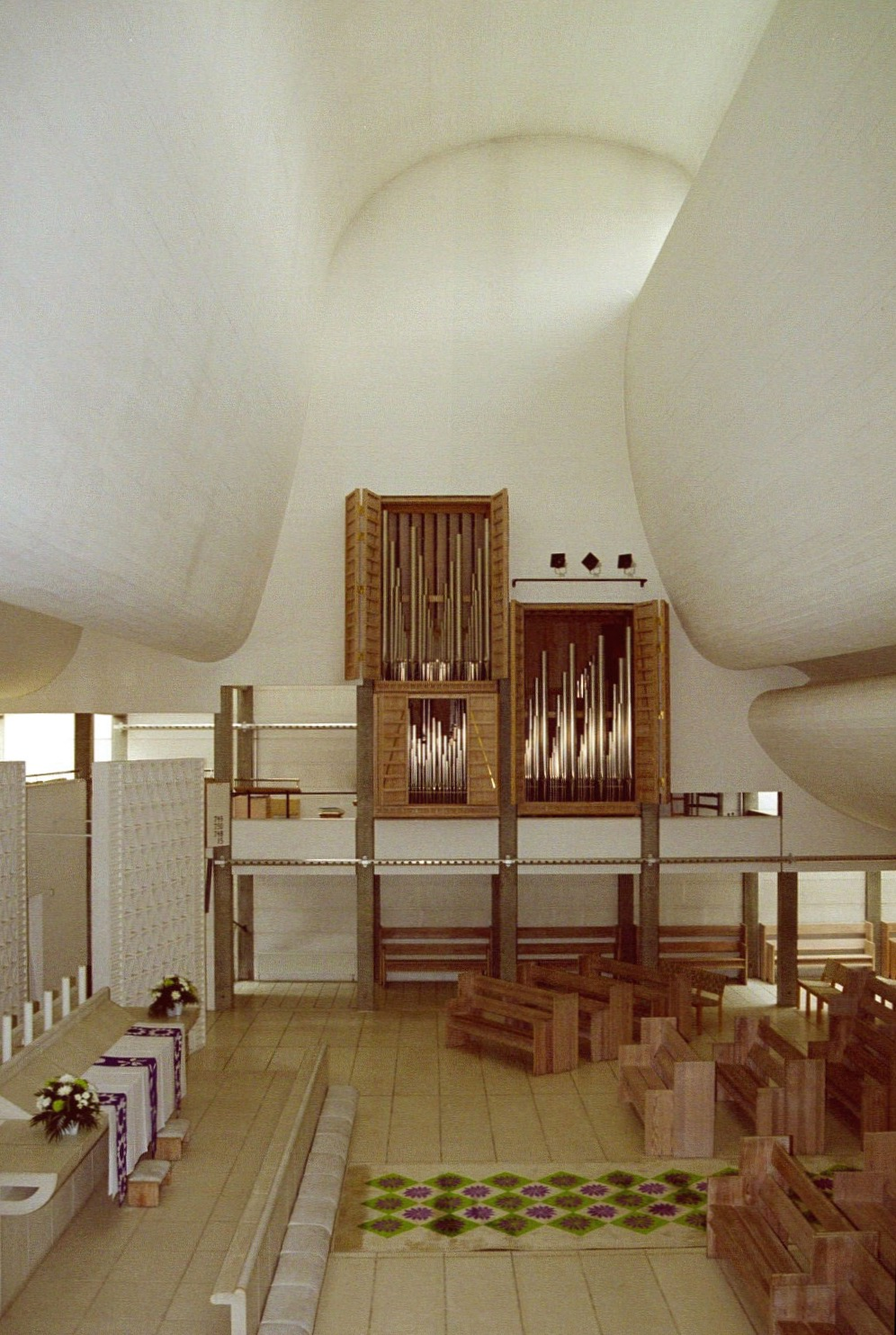
Kirche von Bagsværd – Innenraum, Kopenhagen

- Villa, Dronninggårdsvej 42, Holte (1952)
- Wohnungsbau, Helsingborg, Schweden (1954, 1. Preis zusammen mit E. og H. Andersson, realisiert 1966)
- Villa mit Atelier für Ejler Bille und Agnete Therkildsen, Glentevej 8, Vejby Strand (1955, zusammen mit Ib Møgelvang)
- Kingo Häuser in Helsingør (1956–1960)
- Opernhaus Sydney in Sydney Australien (1956–1966, Fertigstellung durch anderen Architekten)
- Romerhaus in Helsingør (1958)
- Melli Bank Universität, Teheran, Iran (1959, zusammen mit Hans Munk Hansen)
- Hammershøj in Helsingør (projekt 1962, realisiert 1966 durch Birger Schmidt)
- Siedlung Fredensborg, Bakkedraget 1–79, Fredensborg (1962–1963)
- Dansk Samvirkes bebyggelse Terrasserne, Fredensborg (1962–1963)
- Musterhaus für Espansiva-princippet, Hellebæk (1969–1971)
- Wohnhaus Utzon, Can Lis, Mallorca (1971)
- Parlamentsgebäude in Kuwait (1973–1982)
- Kirche, Bagsværd bei Kopenhagen (1974–1976)
- Möbelhaus Paustian, Nordhafen Kopenhagen (1985–1986)
- Wohnhaus Utzon, Can Feliz, Mallorca (1992–1994)
- Skagen Odde Nature Center, Dänemark, 1989 (fertiggestellt von seinem Sohn Jan Utzon 1999–2000)
- Musikhuset Esbjerg in Ribe, 1997 (gemeinsam mit seinem Sohn Jan Utzon (* 1944))
- Utzon Center in Aalborg, 2008 (gemeinsam mit seinem Sohn Kim Utzon (* 1957))

Wichtigste unrealisierte Bauten:
- Schule in Helsingør, Dänemark (1958–1962)
- Haus des Architekten, Bayview, Sydney, Australien (1963–1965)
- Museum für die Werke von Asger Jorn, Silkeborg, Dänemark (1963)
- Neues Schauspielhaus am Heimplatz, Zürich, Schweiz (1964–1970[10])
- Jeita Theatre, Libanon (1968)
- Stadion, Jedda, Saudi-Arabien (1969)

## Auszeichnungen und Ehrungen
- 1967: C.F. Hansen Medaille
- 1973: Gold Medal of Royal Australian Institute of Architects (RAIA)
- 1978: Gold Medal of Royal Institute of British Architects (RIBA)
- 1982: Alvar-Aalto-Medaille
- 1983: Ehrenmitgliedschaft des Bundes Deutscher Architekten BDA
- 1985: Order of Australia
- 2003: Ehrendoktorat der Universität von Sydney
- 2003: Pritzker-Preis

Die Ehrendoktorwürde durch die Universität Sydney für seine Arbeit am Opernhaus nahm er an, war jedoch wegen Krankheit außerstande, die lange Reise nach Australien anzutreten. Sein Sohn Jan nahm diese für ihn entgegen.